# Sacrificio di Caino e Abele
La tarsia sacrificio di Caino e Abele fa parte delle tarsie del coro della basilica di Santa Maria Maggiore. È collocata sul presbiterio nella parte dedicata al coro dei religiosi, ala destra e terzo stallo. Il disegno fu realizzato nel 1524 dal pittore Francesco Rosso, e successivamente ridisegnata da Lorenzo Lotto e realizzato con gli intagli da Giovan Francesco Capoferri.

## Storia
La congregazione della Misericordia Maggiore, che amministrava la basilica mariana, e che aveva deciso di completare il presbiterio con il coro, il 12 marzo 1524 affidò a Lorenzo Lotto la realizzazione dei disegni per le tarsie.
Se quasi tutti i disegni preparatori furono realizzati dal pittore veneziano, tre furono realizzati dal Francesco Rosso come risulta dal documento conservato dalla Fondazione MIA oltre alla raffigurazione di Sacrificio di Caino e Abele vi furonoanche: Enos e Creazione di Eva. Il Liber Fabrice conservato dalla congregazione che indica ogni pagamento del coro e delle tarsie, conserva il pagamento al Russo dei primi disegni, con la collaborazione di Giovan Simnone di Germanis Questo fu ridisegnato dal Lotto.
Il coperto o invenzione fu consegnato alla Congregazione della Misericordia dal Lotto, entro il 16 marzo 1525, venendo poi realizzato dal Capoferri nel medesimo anno, venendo poi ultimato con la profilatura nel 1530 da Ludovico da Mantova e ultimata dal Capoferri solo nel 1531. Con questo coperto ne consegnò altri tre: Sacrificio di Adamo, Sacrificio di Caino e Abele e Maccabea.

## Descrizione

### Tarsia
La tarsia riprende il brano della Genesi quando Dio si rivolge a Caino sdraiato e gli chiede perché fosse sdraiato e abbattuto il suo volto (Genesi 4,2-7).
La tarsia raffigura un ambiente leggermente collinare e si sviluppa su tre livelli: in primo piano vi sono raffigurati i due fratelli, Caino e Abele, figli di Adamo ed Eva, uno a sinistra come l'archetipo della vita contemplativa e sul lato destro quello della vita attiva. Successivamente sono presenti due arieti che si scontrano, mentre sul terzo livello Dio Padre con le braccia aperte ad accogliere la retta via di Abele rifiutando quelle di Caino. 
Caino posto a sinistra è nudo, avvolto solo da un panno, accanto a lui un cane che accarezza, e una botte di acqua. La sua posa è scomposta, appoggiata a un albero spezzato ad anticipare quella che sarà l'imminente fine del fratello che vuole raffigurare il Buon Pastore. 
Abele sul lato destro sta lavorando la terra, ed è coperto solo da un tralcio verde, a indicarne la consapevolezza della sua nudità, la sua fatica del lavoro è ben visibile. Tra loro un gregge di pecore che pascolano. La differenza tra i due fratelli è ben evidenziata dalla lotta dei due arieti che si svolge sotto il controllo di un caprone.
Sulla sommità del prato vi sono due altari dove ardono le offerte.

### Coperto

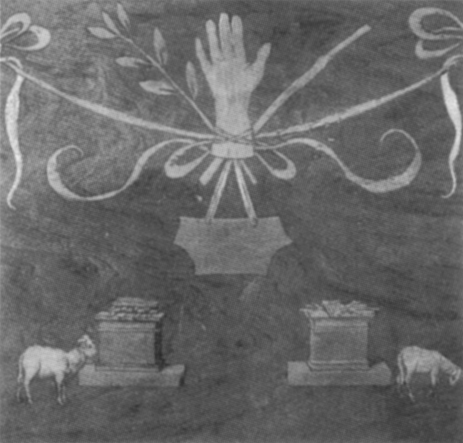
Sacrificio di Caino e di Abele

L'invenzione disegnato dal Lotto riprende i due altari sacrificali e accanto due arieti,  uno posto a destra e uno a sinistra. Questa raffigurazione era dedicata ai sacerdoti, essendo l'ariete il capo del gregge, corrispondente quindi alla guida spirituale dei fedeli. Quanto è posto a destra corrisponde al bene, mentre quanto posto a sinistra corrisponde ai beni terreni, ai beni mondani. Nelle scritture viene infatti indicata la desta come avvicinarsi con la vita al paradiso, mentre a sinistra una vita che pensa solo ai beni terreni, mondani.